# Patinação artística no Festival Olímpico Europeu da Juventude de Inverno de 1995
As competições de patinação artística no Festival Olímpico Europeu da Juventude de Inverno de 1995 foram disputadas em Andorra la Vella, Andorra, entre 5 de fevereiro e 9 de fevereiro de 1995.

## Medalhistas
| Evento                          | Ouro                                             | Prata                                    | Bronze                                 | Ref.  |
| ------------------------------- | ------------------------------------------------ | ---------------------------------------- | -------------------------------------- | ----- |
| Individual masculino (detalhes) | Szabolcs Vidrai · Hungria                        | Vitaliy Danylchenko · Ucrânia            | David Jäschke · Alemanha               | [ 1 ] |
| Individual feminino (detalhes)  | Nadezda Kanaeva · Rússia                         | Vanessa Gusmeroli · França               | Krisztina Czakó · Hungria              | [ 1 ] |
| Dança no gelo                   | Isabelle Delobel · Olivier Schoenfelder · França | Jolanta Bury · Łukasz Zalewski · Polônia | Krisztina Szabó · Tamas Sari · Hungria | [ 2 ] |

## Resultados

### Individual masculino
| Pos.              | Nome                  | Nacionalidade    |
| ----------------- | --------------------- | ---------------- |
| Medalha de ouro   | Szabolcs Vidrai       | Hungria          |
| Medalha de prata  | Vitaly Danilchenko    | Ucrânia          |
| Medalha de bronze | David Jäschke         | Alemanha         |
| 4                 | Florian Tuma          | Áustria          |
| 5                 | Christo Turlakov      | Bulgária         |
| 6                 | Peter Jaros           | República Tcheca |
| 7                 | Adam Zalegowski       | Polônia          |
| 8                 | Neil Wilson           | Reino Unido      |
| 9                 | Gheorghe Chiper       | Romênia          |
| 10                | Róbert Kažimír        | Eslováquia       |
| 11                | Miguel Alegre         | Espanha          |
| 12                | Vakhtang Mourvanidze  | Geórgia          |
| 13                | Frédéric Dambier      | França           |
| 14                | Roberto Sana          | Itália           |
| 15                | Evgeni Kapitoulets    | Bielorrússia     |
| 16                | Edgar Gregorian       | Armênia          |
| 17                | Panagiotis Markouizos | Grécia           |

### Individual feminino
| Pos.              | Nome                    | Nacionalidade |
| ----------------- | ----------------------- | ------------- |
| Medalha de ouro   | Nadezda Kanaeva         | Rússia        |
| Medalha de prata  | Vanessa Gusmeroli       | França        |
| Medalha de bronze | Krisztina Czakó         | Hungria       |
| 4                 | Inna Zayets             | Ucrânia       |
| 5                 | Jekaterina Golovatenko  | Estônia       |
| 6                 | Carmen Poppek           | Alemanha      |
| 7                 | Zoe Ann Jones           | Reino Unido   |
| 8                 | Klara Bramfeld          | Suécia        |
| 9                 | Christel Borghi         | Suíça         |
| 10                | Madalina Matei          | Romênia       |
| 11                | Sabina Wojtala          | Polônia       |
| 12                | Ingrida Zenkeviciute    | Lituânia      |
| 13                | Haya Leenards           | Países Baixos |
| 14                | Ana Ivančić             | Croácia       |
| 15                | Valeria Vacchini        | Itália        |
| 16                | Melita Celesnik         | Eslovênia     |
| 17                | Petra Hrdlicka          | Áustria       |
| 18                | Ellen Mareels           | Bélgica       |
| 19                | Selja Teitti            | Finlândia     |
| 20                | Anna Maria Portillo     | Espanha       |
| 21                | Ksenija Jastsenjski     | Iugoslávia    |
| 22                | Natalia Sapelkina       | Bielorrússia  |
| 23                | Elena Sirokhvatova      | Letônia       |
| 24                | Anna Hatztathanassiou   | Grécia        |
| 25                | Khatuna Kharitonashvili | Geórgia       |

## Quadro de medalhas
| Ordem | País     | Medalha de ouro | Medalha de prata | Medalha de bronze |   | Ordem por total |
| ----- | -------- | --------------- | ---------------- | ----------------- | - | --------------- |
| 1     | França   | 1               | 1                |                   | 2 | 2               |
| 2     | Hungria  | 1               |                  | 2                 | 3 | 1               |
| 3     | Rússia   | 1               |                  |                   | 1 | 3               |
| 4     | Polônia  |                 | 1                |                   | 1 | 3               |
| 4     | Ucrânia  |                 | 1                |                   | 1 | 3               |
| 6     | Alemanha |                 |                  | 1                 | 1 | 3               |
| TOTAL | TOTAL    | 3               | 3                | 3                 | 9 | —               |